# Mary Summer
Mary Summer (* in Stuttgart) ist eine deutsche Sängerin und Songwriterin. Bekannt wurde sie 2015 durch ihre Teilnahme an der fünften Staffel von The Voice of Germany und als Sängerin in der Sendung mit dem Elefanten.

## Biografie
Mary Summer wuchs nach dem frühen Tod ihrer Mutter in einer Adoptivfamilie auf. Sie gewann bei einem Gesangswettbewerb an der Musikschule Obertürkheim den ersten Platz und erhielt dort zwei Jahre klassischen Gesangsunterricht; sie setzte ihre Ausbildung an der Jungen Oper sowie der Musikschule Stuttgart fort.
Nach dem Abitur studierte sie Sozialpädagogik mit den Schwerpunkten Psychologie und Philosophie und absolvierte ein Masterstudium der Wirtschaftspsychologie. Seit 2012 ist sie als Personal Life Coach in Stuttgart-Ost tätig. Dabei sind ihre Schwerpunkte Führungspsychologie, Change Management und Eignungsdiagnostik. Seit 2019 ist sie diesbezüglich auch in der Unternehmensberatung tätig.
2017 war sie Jurorin beim Stuttgarter Ehrenamtspreis und außerdem regelmäßig Mitglied der Jury des Schülerstipendiums Talent im Land. Sie ist Teil der Initiative „Tu was“, einer Zivilcourage-Kampagne des LKA, für die sie u. a. auf Stadtbahnen- und Linienbussen-Werbung zu sehen ist.

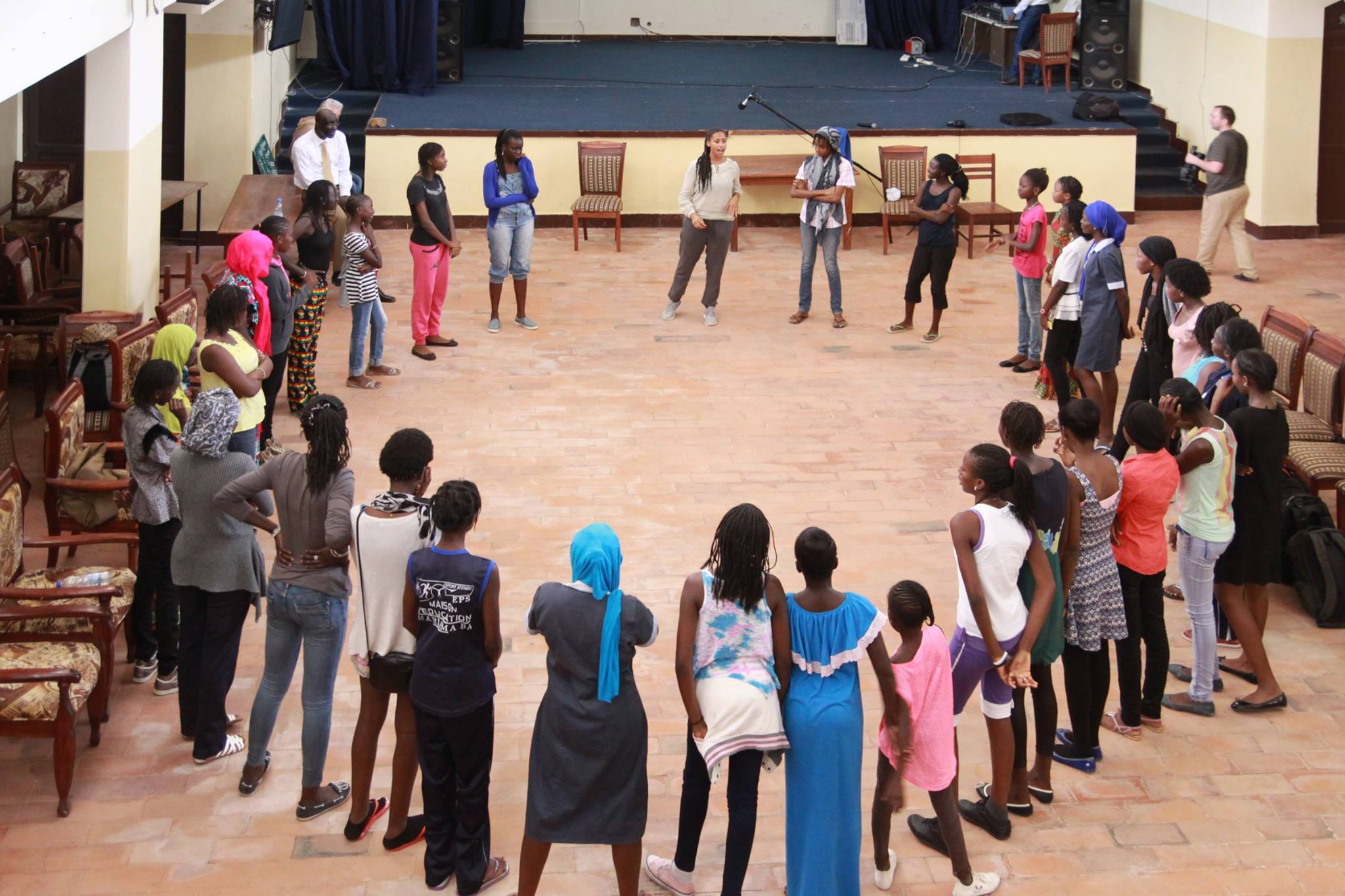
Mary Summer leitet einen Musikworkshop im Senegal

Mary Summer ist Gründerin des Vereins Music for Life e.V., der Musikprojekte zur Förderung von Resilienz und Selbstwirksamkeit bei benachteiligten Kindern und Jugendlichen weltweit unterstützt.

## Musikalische Karriere
Mary Summer begann ihre musikalische Karriere mit Soloauftritten in Chören der Grundschule Uhlbach und des Wirtemberg-Gymnasiums. Als Jugendliche gehörte sie zum Ensemble der Jungen Oper Stuttgart und spielte die Hauptrolle im Musical Träumer.
Mit dem Pianisten Dieter Satow im Duo ging sie ihre ersten Schritte im Jazz. Im Alter von 18 Jahren gründete sie im Stuttgarter Jazzclub „Kiste“ ihre erste eigene Band, mit der sie neben Soul und R&B auch eigene Songs spielte. 
Mit ihrem Freiburger Jazztrio „L’heure du Jazz“ und mit dem Pianisten Martin Andersson gemeinsam als Duo „Silent Jazz“ spielte sie zwei Studioalben ein. 
2015 nahm sie an der fünften Staffel der Gesangs-Castingshow The Voice of Germany teil und kam bis ins Halbfinale. In diesem Rahmen veröffentlichte sie mit Universal Music ihre erste eigene Single Queen of the Night.
Mary Summer trat mehrmals bei Veranstaltungen wie den Jazzopen Stuttgart und dem Bamberger Blues- & Jazzfestival auf. Im Rahmen der TVOG-Tour spielte sie eine deutschlandweite Stadiontour.
Mary Summer ist regelmäßig im KiKA in der Sendung mit dem Elefanten zu sehen, wo sie mit der Figur „Knolle“ Kinderlieder singt.
Im Jahr 2024 folgten ihre Singles Zu Schön und Hey Du, bevor ihr Album Liebe aus Glas am 23. August 2024 erschien.

## Diskografie

### Singles
- 2015: Queen of the Night
- 2024: Zu Schön
- 2024: Hey Du

### Alben
- 2024: Liebe aus Glas

### Gastbeiträge
- 2014: Nicht gut genug - BEKS, Mary Summer